# Bélégagnagué
Bélégagnagué est une localité située dans le département de Kelbo de la province du Soum dans la région Sahel au Burkina Faso.

## Histoire
En 2006, le village de Gassel-Doundéhi est érigé en village indépendant administrativement de Bélégagnagué en 2006.

## Démographie
| 2003  | 2006  | 2012 |
| ----- | ----- | ---- |
| 2 058 | 1 732 | -    |

## Santé et éducation
Le centre de soins le plus proche de Bélégagnagué est le centre de santé et de promotion sociale (CSPS) de Kelbo tandis que le centre médical avec antenne chirurgicale (CMA) se trouve à Djibo.
Le village possède une école primaire publique.